# ジャクソン・リース回路

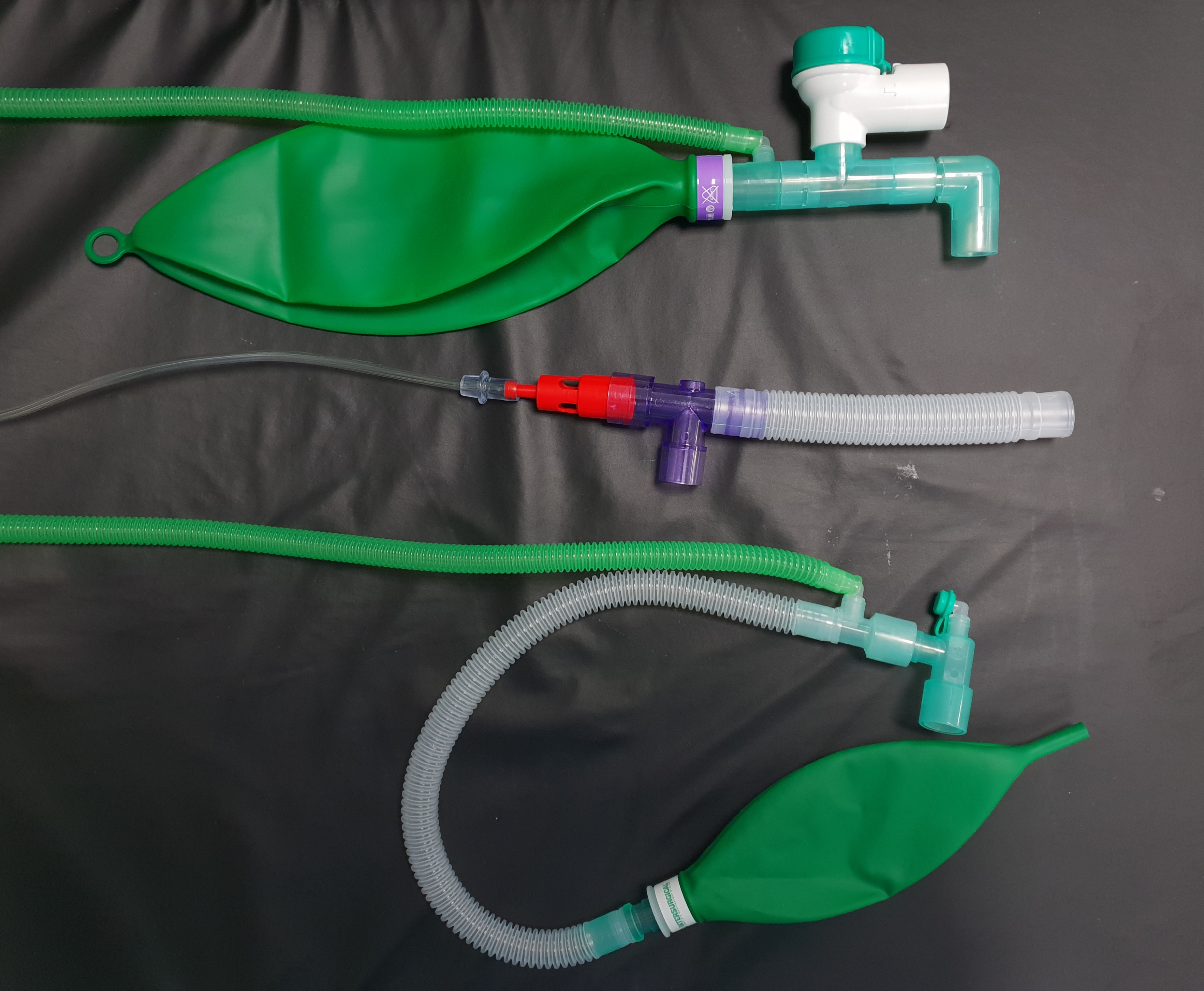
市販されている麻酔呼吸回路の一例。上から順に、インターサージカル社製のメイプルソンC回路、メイプルソンE回路(供給酸素濃度を下げるためにベンチュリー弁が取り付けられている)、メイプルソンF回路（ジャクソン・リース回路の別名）。

ジャクソン・リース回路 (Jackson Rees circuit) はバッグバルブマスクの一種であり、主に用手換気による人工呼吸時に用いられる。単にジャクソン・リースと表記されることもある。
一般に病院での周術期に用いられる。

## 構造
呼吸のためのラグビーボールの形をしたゴム袋のバッグがあり、マスクにつながる蛇管（空気の通路）と反対側に余剰ガスが出て行く管がついており、さらに蛇管のマスクのすぐ近くに麻酔ガスや酸素を送り込むチューブが横からつながっている形式の呼吸回路である。
Tピースと非自動膨張式バッグを組み合わせたものである。メイブルソンF回路とも呼ばれている。バッグに換気調整弁を有し、気道内圧調整能を有したバッグバルブマスクである。

## 特徴
高濃度酸素の投与が可能である。調節呼吸・補助呼吸・持続気道陽圧 (continuous positive airway pressure:CPAP) を行うことができ、1回換気量や肺のコンプライアンス（軟らかさ）が分かる。

## 用途
麻酔中や救急蘇生時の人工呼吸、人工呼吸を要する患者の搬送時の人工呼吸、気管吸引時の低酸素・無気肺防止などに使用される。
新生児から15kg以下の小児の麻酔にも向いている。